# Дин Гиор
Дин Гио́р (Длиннобородый Солдат) — постоянный герой сказочного цикла А. М. Волкова о Волшебной стране. Действует во всех шести книгах сказочной серии.

## Дин Гиор в книгах Волкова
Дин Гиор — Длиннобородый Солдат, составляющий всю охрану и, во времена Гудвина, всю армию Изумрудного города. В мирное время отличается поистине фантастической рассеянностью и повышенной заботой о своей внешности, особенно о роскошной бороде, которая настолько длинна, что «спускается ниже колен». В те минуты, когда расчесывает её гребешком, не обращает никакого внимания на то, что творится вокруг; докричаться до Дина Гиора в такой ситуации крайне сложно.
Тем не менее, Длиннобородый Солдат — настоящий профессионал: он блестяще знаком с различными воинскими приемами, которые изучил по старинным летописям. В военное время проявляет себя с лучшей стороны и носит звание фельдмаршала.
После отлёта Гудвина в Канзас именно Дин Гиор посоветовал Страшиле, Элли и остальным обратиться за помощью к Стелле. А когда Страшила, назначенный незадолго до этого на должность Правителя Изумрудного города, отправляется с друзьями во владения Стеллы, Дин Гиор остаётся временным заместителем Страшилы на троне.
Дин Гиор — один из главных организаторов обороны Изумрудного города во время обеих осад армиями Урфина Джюса, а также в период войн с Арахной и менвитами. Два раза был в плену у Урфина и всегда отвечал решительным отказом на предложения диктатора перейти к нему на службу, за что подвергался тюремному заточению. Однажды помог сбежать из тюрьмы Фараманту, воспользовавшись своей бородой как верёвкой.
Помимо военных заслуг, Дин Гиор ещё и капитан волейбольной команды «Летучие Обезьяны», которая заняла второе место в первом розыгрыше волейбольного чемпионата Волшебной страны.

## Дин Гиор и Фарамант
В книгах Волкова Дин Гиор чаще всего упоминается в паре со Стражем Ворот Фарамантом. По всей видимости, Дин Гиор и Фарамант — близкие друзья. Оба они также являются ближайшими друзьями Страшилы в Изумрудном городе, его советниками и наиболее доверенными лицами. В первой редакции сказки «Урфин Джюс и его деревянные солдаты» защиту города от деревянной армии вели всего три человека — Дин Гиор, Фарамант и сам Страшила, а не все горожане, как в следующей редакции.
В многочисленных театральных постановках по мотивам сказок Волкова героев Дина Гиора и Фараманта часто объединяют в единого персонажа. Так же поступил и режиссёр Павел Арсенов в своей экранизации «Волшебника Изумрудного города» (1994).

## Прообраз Дина Гиора
Прообразом Дина Гиора стал для Волкова Зеленобородый Солдат (англ. Soldier with the Green Whiskers, в других переводах — Солдат с Зелёными Бакенбардами) из книги Л. Ф. Баума «Удивительный Волшебник из Страны Оз». Роль Зеленобородого Солдата в этой сказке практически идентична роли Дина Гиора в первой книге Волкова о Волшебной стране. Однако в дальнейших книгах Баума и Волкова приключения этих персонажей развиваются независимо друг от друга. Зеленобородый Солдат, чудаковатый как и Дин Гиор, превращается скорее в карикатурную фигуру, тем более, что особой храбростью он, в отличие от Дина Гиора, не наделён.
Впоследствии Баум вводит ещё одного схожего персонажа — рядового Омби Эмби в армии Железного Дровосека. Омби Эмби, напротив, весьма смел, однако вынужден подчиняться двадцати семи вышестоящим трусливым начальникам. В конце концов его отвага и усердие оказываются вознаграждены и он становится самым главным генералом, подобно тому, как Дин Гиор из солдата превратился в фельдмаршала. В книге «Дороти и Волшебник в Стране Оз» Баум устанавливает тождество между Зеленобородым Солдатом и Омби Эмби, однако делает это настолько вскользь, что среди поклонников Страны Оз до сих пор не утихают споры, являются ли Омби Эмби и Зеленобородый Солдат одним и тем же лицом. К тому же в поздних книгах Баума следов этого тождества также не заметно: то в каком либо сюжете появляется Омби Эмби в качестве главного генерала армии Принцессы Озмы, бывшего когда-то рядовым, то «выходит из небытия» Зеленобородый Солдат в своей прежней ипостаси дворцового стражника-охранника.
Что же касается должности «фельдмаршала», занимаемой Дином Гиором в военное время, то по этому поводу исследователь творческого пути А. М. Волкова Ю. Буркин выдвигает гипотезу, что автор частично списал это звучное слово с воинского звания своего отца, Мелентия Михайловича Волкова, служившего в армии в чине фельдфебеля.

## Дин Гиор в книгах Ю. Н. Кузнецова
В серии продолжений к волковским сказкам о Волшебной стране, вышедшим из-под пера Юрия Кузнецова, Дин Гиор является одним из эпизодических персонажей. Так, например, в книге «Изумрудный дождь» он летит в Канзас на драконе Ойххо, чтобы пригласить в Изумрудный город сына Элли, Криса Талла.

## Дин Гиор в книге Л. В. Владимирского
Является персонажем сказки Леонида Владимирского «Буратино в Изумрудном городе».

## Литературная критика
К. М. Спынь анализирует с психологической точки зрения одну из наиболее запоминающихся характеристик Дина Гиора — его повышенное внимание к собственной бороде, усматривая в этом борьбу с монотонией, обусловленной спецификой его службы.
Л. А. Григорян отмечает усиление Волковым в редакции «Волшебника Изумрудного города» 1959 года сказочно-гротескного оттенка образа Дина Гиора по сравнению с довоенными редакциями, где этот персонаж был ближе к своему баумовскому прототипу.